# Ownia
Ownia (prononciation [ˈɔvɲa]) est un village de la gmina de Ryki du powiat de Ryki dans la voïvodie de Lublin, situé dans l'est de la Pologne.
Il se situe à environ 8 kilomètres au nord de Ryki (siège de la gmina et du powiat) et 68 kilomètres au nord-ouest de Lublin (capitale de la voïvodie).
Le village comptait approximativement une population de 600 habitants en 2011.

## Histoire
Le village a été officiellement une ville de 1485 à 1869.
De 1975 à 1998, le village est attaché administrativement à l'ancienne voïvodie de Lublin.

Depuis 1999, il fait partie de la nouvelle voïvodie de Lublin.